# Biskupów
Biskupów (niem. Bischofswalde) – wieś w Polsce, położona w województwie opolskim, w powiecie nyskim, w gminie Głuchołazy, na Przedgórzu Paczkowskim na północny zachód od Głuchołaz, nad rzeką Morą.
W latach 1954–1961 wieś należała i była siedzibą władz gromady Biskupów, po jej zniesieniu w gromadzie Burgrabice. W latach 1975–1998 wieś administracyjnie należała do ówczesnego województwa opolskiego.
Wieś ma charakter łańcuchówki. We wsi znajdują się m.in. graniczny kamień biskupi z datą 1738 r. oraz kamieniołomy.
Według danych z 2011 roku miejscowość zamieszkiwało 844 osób.

## Nazwa
W 1231 r. miejscowość została wymieniona pod nazwą Bissopeswalde (pol. biskupi las). Obecną nazwę wsi zatwierdzono administracyjnie 12 listopada 1946.

## Integralne części wsi
| SIMC    | Nazwa  | Rodzaj    |
| ------- | ------ | --------- |
| 0494628 | Łączki | część wsi |

## Historia
Miejscowość wzmiankowana była w 1231 r. jako posiadłość biskupów wrocławskich.

## Zabytki
Na listę zabytków Narodowego Instytutu Dziedzictwa wpisany jest:
- kościół parafialny pw. Zwiastowania Najświętszej Maryi Panny, wzmiankowany w 1286, z pierwszej połowy XIV wieku, pierwotnie gotycki, przebudowany w stylu barokowym w 1770 roku, wieża z 1750 roku; na kościelnym strychu zachowane fragmenty późnogotyckiej polichromii; z bogatego, barokowego wnętrza wyróżniają się: ołtarz główny i dwa boczne rokokowe z ok. 1787 roku, rokokowa ambona, rzeźba Madonny z początku XV wieku oraz płyta nagrobna Krzysztofa Hirscbergera z 1567 roku; przy wejściu do kruchty znajduje się płyta nagrobkowa z 1538 roku; kościół otacza renesansowy mur z bramkami z XVI wieku, przebudowany w XVIII wieku[1][7]

## Klasztor benedyktynów
W Biskupowie znajduje się klasztor benedyktynów – jeden z trzech w Polsce; pozostałe znajdują się w Tyńcu i Lubiniu. Klasztor został wybudowany w 1912 r. przez Siostry Służebniczki Najświętszej Maryi Panny Niepokalanie Poczętej.

## Turystyka
15 lipca 2010, w ramach organizowanego w Prudniku VI Europejskiego Tygodnia Turystyki Rowerowej, w którym wzięli udział rowerzyści z całej Europy, przez Biskupów prowadziła trasa „Szlakiem błogosławionej Marii Luizy Merkert”.

### Szlaki rowerowe
Przez Biskupów prowadzą szlaki rowerowe:
- Trasa rowerowa PTTK nr R9: Głuchołazy – Kolonia Jagiellońska – Bodzanów – Rudawa – Nowy Świętów – Wilamowice Nyskie – Gierałcice – Biskupów – Łączki – granica województw opolskiego i dolnośląskiego
- Trasa rowerowa PTTK nr 60-c: Prudnik – Prudnik, Osiedle Tysiąclecia – Lipno – Prudnik-Las – Dębowiec – Pokrzywna – Jarnołtówek – Konradów – Głuchołazy – Kolonia Jagiellońska – Gierałcice – Biskupów – Burgrabice – Kijów – Gościce

## Inne
We wsi znajduje się przystanek kolejowy Biskupów.